# جعبه جادویی (آلبوم بل کانتو)
«جعبه جادویی» (به انگلیسی: Magic Box) آلبومی از گروه موسیقی بل کانتو در سبک دریم پاپ است که در سال ۱۹۹۶ میلادی منتشر شد.
این آلبوم دارای ۱۱ ترانه به مدت ۵۰:۳۲ دقیقه به تهیه‌کنندگی شرکت‌های لاوا رکوردز و آتلانتیک است.